# Goniopteroloba solivaga
Goniopteroloba solivaga là một loài bướm đêm trong họ Geometridae.